# Diplodina caricis
Diplodina caricis är en svampart som beskrevs av Grove 1935. Diplodina caricis ingår i släktet Diplodina och familjen Gnomoniaceae.   Inga underarter finns listade i Catalogue of Life.